# Fred E. Foldvary
Fred Emanuel Foldvary (nacido el 11 de mayo de 1946) fue un economista y profesor de economía en la Universidad de Santa Clara, California y miembro de investigación de The Independent Institute. También fue comentarista y editor del diario digital "The Progress Report" y editor asociado del también diario digital Econ Journal Watch. Vive en Berkeley, California.
En su discurso de doctorado en la Universidad George Mason, en 1992, bajo el tema "Public Goods and Private Communities" (Bienes públicos y comunidades privadas), aplicó la teoría de los bienes públicos y de la organización industrial para refutar el concepto de quiebra del mercado, incluyendo el estudio de casos de varios tipos de comunidades privadas. Su interés en la investigación incluye "filosofía ética", administración, economía del suelo y finanzas públicas.
Su apoyo al geoanarquismo, una forma de economía georgista, defensa de las libertades civiles, la anarquía y el libre mercado le ha ganado un puesto relevante en el movimiento geolibertario. En el año 2000, se presentó como candidato al Congreso de los Estados Unidos por el 9º distrito de California por el Partido Libertario de los Estados Unidos.
Los temas sobre los que Foldvary ha escrito incluyen la finalización de la explotación laboral en la industria del cacao, un cambio para una tasa verde que proteja el medio ambiente al tiempo que mejore la economía, la reforma de la democracia con la votación en pequeños grupos, y la resolución de los conflictos territoriales mediante confederaciones y el pago de una renta por la tierra ocupada. Los tres temas básicos de los escritos de Foldvary son la ética universal, la democracia celular, y la renta pública por el alquiler de la tierra.
En 1998 predijo que en 2008 habría una recesión relacionada con los bienes raíces. En el año 2007 Foldvary publicó un folleto titulado The Depression of 2008 (La depresión de 2008).

## Ideología: El geoanarquismo
El geoanarquismo es una forma voluntaria de georgismo formulado por Fred E. Foldvary, aunque con precedente en las ideas del anarquista individualista Albert Jay Nock y el georgista Frank Chodorov, donde todo individuo puede acceder a la propiedad de la tierra -capital natural- siempre que cancele una renta a la comunidad por el derecho a excluir a los demás de este bien. Mientras que reconoce el derecho de propiedad soberano sobre todo capital artificial. Esta renta podría ser recaudada por asociaciones privadas que a cambio podrían ofrecer servicios de gestión a la comunidad, ante la ausencia de Estado, con la posibilidad de secesión de la geocomunidad (y no recibir los servicios de la geocomunidad) si así se lo desea. Otras características del geoanarquismo son la libertad individual, el federalismo y el mercado libre como normas de Derecho. Tiende a considerar que a mayor dominio de la tierra mayor posibilidad de la formación de un gobierno.
Las críticas al geoanarquismo de Foldvary entran por el campo de la economía al considerarse errado que la escasez de tierra es la mayor fuente de pobreza y que el capital natural no pueda ser apropiado de forma similar al capital artificial.

## Libros
- The Soul of Liberty (1980) The Gugenberg Press.
- Public Goods and Private Communities (1994) Edward Elgar Publishing.
- Beyond Neoclassical Economics (1996) Edward Elgar Publishing
- Dictionary of Free Market Economics (1998) Edward Elgar Publishing
- The Half-Life of Policy Rationales: How Technology Affects Old Policy Issues (ed., with Daniel Klein, 2003)
- The Depression of 2008 (2007) The Gutenberg Press.